# Iresyna
Iresyna (Iresine P. Browne 1756) – rodzaj roślin z rodziny szarłatowatych (Amaranthaceae Juss.). Znane są 34 gatunki. Rośliny te rosną w tropikach Ameryki Południowej i Środkowej. Są bardzo popularne w uprawach ogrodowych w ciepłym i wilgotnym klimacie, np. w Holandii czy wschodnich stanach USA.

## Morfologia
Charakteryzują się jaskrawo ubarwionymi, owalnymi liśćmi, na ogół czerwonymi. Jaskrawoczerwone pędy osiągają 30–50 cm wysokości. W czasie kwitnienia potrzebują dużo wody.

## Systematyka
Wykaz gatunków
- Iresine ajuscana Suess. & Beyerle
- Iresine alternifolia S.Watson
- Iresine angustifolia Euphrasén
- Iresine arbuscula Uline & W.L.Bray
- Iresine arrecta Standl.
- Iresine borschii Zumaya & Flores Olv.
- Iresine cassiniiformis S.Schauer
- Iresine chrysotricha (Suess.) Borsch, Flores Olv. & Kai Müll.
- Iresine cubensis Borsch, Flores Olv. & Kai Müll.
- Iresine diffusa Humb. & Bonpl. ex Willd.
- Iresine discolor Greenm.
- Iresine domingensis Urb.
- Iresine flavescens Humb. & Bonpl. ex Willd.
- Iresine flavopilosa Suess.
- Iresine hartmanii Uline
- Iresine hebanthoides Suess.
- Iresine heterophylla Standl.
- Iresine interrupta Benth.
- Iresine jaliscana Uline & W.L.Bray
- Iresine latifolia (M.Martens & Galeotti) Benth. & Hook.f.
- Iresine laurifolia Suess.
- Iresine leptoclada (Hook.f.) Henrickson & S.D.Sundb.
- Iresine nigra Uline & W.L.Bray
- Iresine orientalis G.L.Nesom
- Iresine palmeri (S.Watson) Standl.
- Iresine pedicellata Eliasson
- Iresine pringlei S.Watson
- Iresine rhizomatosa Standl.
- Iresine rotundifolia Standl.
- Iresine rzedowskii Zumaya, Flores Olv. & Borsch
- Iresine schaffneri S.Watson
- Iresine sousae Zumaya, Borsch & Flores Olv.
- Iresine stricta Standl.
- Iresine valdesii Zumaya, Flores Olv. & Borsch